# Théophile De Donder

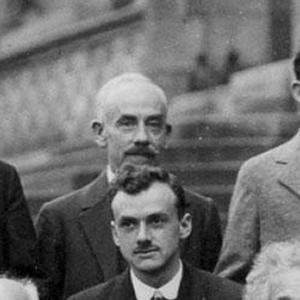
De Donder (achter) op de vijfde Solvay-conferentie in 1927

Théophile Ernest De Donder (Schaarbeek, 19 augustus 1872 - Brussel, 11 mei 1957) was een Belgisch natuurkundige, wiskundige en scheikundige. Hij introduceerde het begrip affiniteit in 1923 en wordt beschouwd als de vader van de thermodynamica van de irreversibele processen, een tak van de thermodynamica die later werd ontwikkeld door zijn landgenoot Ilya Prigogine.

## Levensloop
Théophile De Donder was de zoon van onderwijzer Gustaaf De Donder, afkomstig uit het Oost-Vlaamse Zele en was voorbestemd om in zijn voetsporen te treden. In juli 1891 behaalde hij dan ook het onderwijzersdiploma aan de normaalschool van Brussel. Als onderwijzer besloot hij op eigen houtje verder te studeren en na vijf jaar behaalde hij voor de Middenjury het diploma in de wis- en natuurkunde. De jury, onder de indruk van zijn capaciteiten, raadde De Donder aan om zijn onderwijzersloopbaan te onderbreken en verder te studeren aan de universiteit. In 1899 behaalde hij het doctoraat in de wis-en natuurkunde aan de Université libre de Bruxelles (ULB) met een proefschrift over de integraalinvarianten.
Vanaf 1900 specialiseerde hij zich verder aan de Sorbonne te Parijs onder leiding van Marcel Brillouin, Gabriel Koenigs en vooral Henri Poincaré, die onder de indruk was van zijn buitengewoon talent. Terug in België in 1901 zette hij zijn onderzoekswerk aan de ULB verder. In 1904 werd De Donder benoemd tot onderwijzer aan het gemeentelijk atheneum van Sint-Gillis, een functie die hij uitoefende tot in 1911 toen hij docent in de wiskundige natuurkunde werd aan de ULB. In 1914 werd hij er benoemd tot hoogleraar en bekleedde er de leerstoel wiskundige natuurkunde. Omdat enige tijd later de Eerste Wereldoorlog uitbrak werden de universiteiten gesloten. De Donder keerde terug naar het gemeentelijk atheneum van Sint-Gillis tot na de Wapenstilstand in 1918. Bij de heropening van de universiteiten keerde De Donder terug naar de ULB en bleef er lesgeven tot aan zijn emeritaat in 1942. Hij gaf er cursussen in de thermodynamica en elektriciteit. Hij was eveneens gasthoogleraar aan de universiteiten van Nancy, Straatsburg en Parijs en aan het Massachusetts Institute of Technology.

## Onderzoekswerk
Aanvankelijk zette hij het onderzoekswerk van Henri Poincaré en Élie Cartan in verband met de integraalinvarianten, waarover zijn proefschrift ging, voort. Tot 1914 verschenen er een 30-tal publicaties hierover. Daarna werd hij beïnvloed door het werk van Albert Einstein en was hij een vurig verdediger van diens relativiteitstheorie. Hij maakte deel uit van het selecte groepje wetenschappers rond Einstein die onderzoekswerk deed naar de verfijningen van de theorie.
In de thermodynamica gaf De Donder een nieuwe formulering aan de tweede wet, gebaseerd op het begrip affiniteit. kreeg De Donder in 1923 door de andere definitie die hij gaf aan de scheikundige affiniteit. Hij ontwikkelde een correlatie tussen de scheikundige affiniteit en de Gibbs vrije energie. Dit mondde uit in de ontwikkeling en uitbreiding van de thermodynamica van onomkeerbare processen.
Ook deed hij onderzoekswerk in verband met het elektromagnetisme met speciale aandacht voor de wetten van Maxwell. Verder was hij betrokken bij het onderzoekswerk in de golfmechanica die de initiële vorm was van de kwantummechanica. Hij was in 1927 aanwezig op de Vijfde Solvayconferentie in het Hotel Métropole van Brussel dat handelde over elektronen en fotonen waarop de basis werd gelegd van de kwantummechanica.
De Donder kreeg de Tienjaarlijkse prijs van de Belgische Regering voor Toegepaste wiskundige wetenschappen voor de periode 1913-1922. In 1929 werd hij lid van de Koninklijke Belgische Academie nadat hij er al in 1919 corresponderend lid van was geworden. Hij kreeg eredoctoraten aan de universiteiten van Nancy en Toulouse. In 1921 was hij mede-oprichter van het Belgisch Wiskundig Genootschap.
Het baanbrekend werk van De Donder op het gebied van de thermodynamica en de scheikunde werd voortgezet door zijn leerling en de latere Nobelprijswinnaar Ilya Prigogine. Andere bekende leerlingen van De Donder waren Théophile Lepage, Frans Van den Dungen, Jules Géhéniau en Léon Van Hove.

## Werken (selectie)
- Sur la théorie des invariants intégraux (thesis) (1899).
- Théorie du champ électromagnétique de Maxwell-Lorentz et du champ gravifique d'Einstein (1917)
- Leçons de thermodynamique et de chimie physique (1920)
- La gravifique Einsteinienne (1922)
- Introduction à la gravifique einsteinienne (1925)
- Théorie mathématique de l'électricité (1925)
- Théorie des champs gravifiques (1926)
- L'affinité (1927)
- Théorie des invariants intégraux (1927)
- The Mathematical Theory of Relativity (1927)
- Application de la gravifique einsteinienne (1930)
- Théorie invariantive du calcul des variations (1930)
- Application de la gravifique einsteinienne à l'électrodynamique des corps en mouvement (1932)
- Thermodynamic Theory of Affinity: A Book of Principles (1936)